# Шпанија на Зимским олимпијским играма 2018.
Шпанија је учествовала на Зимским олимпијским играма 2018. које се одржавају у Пјонгчанг у Јужној Кореји од 9. до 25. фебруара 2018. године. Олимпијски комитет Шпаније послао је 13 квалификованих спортиста у пет спортова. 
Шпанија је освојила своје прве медаље на Зимским олимпијским играма још од 1992, а медаље у сноубордингу и уметничком клизању су јој прве у овим спортовима на ЗОИ.

## Освајачи медаља

### Бронза
- Рехино Ернандез — Сноубординг, сноуборд крос
- Хавијер Фернандез — Уметничко клизање, појединачно

## Учесници по спортовима
| Спорт             | Мушкарци | Жене | Укупно |
| ----------------- | -------- | ---- | ------ |
| Алпско скијање    | 2        | 0    | 2      |
| Скелетон          | 1        | 0    | 1      |
| Скијашко трчање   | 2        | 0    | 2      |
| Сноубординг       | 3        | 1    | 4      |
| Уметничко клизање | 3        | 1    | 4      |
| 5 спортова        | 11       | 2    | 13     |